# Kaple Bolestivé matky Boží (Dubenec)
Kaple Bolestivé matky Boží je římskokatolická kaple v obci Dubenec, farnosti Dvůr Králové nad Labem. Kaple je situována u silnice z Dubence ve směru na Hřibojedy.

## Historie
Kaple byla postavena farářem Böhmem v roce 1720. Na začátku sedmdesátých let 20. století byla vykradena a dveře poničeny. V roce 1978 kapličku s partou zedníků opravil pan Vejr z Velichovek, dveře opravil pan Krištuf z Dubence, vnitřní úpravu a její omalování provedl Václav Krystýnek ze Strážnice.